# Welcome to Wherever You Are (singel)
Welcome to Wherever You Are – singel zespołu Bon Jovi wydany 17 stycznia 2006 za pośrednictwem wytwórni Island Records, promujący album Have a Nice Day. W Ameryce Północnej został wydany jako trzeci singel z albumu (za "Have a Nice Day" i "Who Says You Can’t Go Home").
Nazwa utworu nawiązuje do jednego z odcinków 7. sezonu serialu Prezydencki poker, gdzie Jon Bon Jovi zagrał jedną z ról.
Singel uplasował się na 36. miejscu listy Ö3 Austria Top 40, 25. MegaCharts, 46. Swiss Music Charts i 40. w Niemczech.

## Spis utworów
Sporządzono na podstawie materiału źródłowego.
1. "Welcome To Wherever You Are"
2. "Have A Nice Day" (Live)
3. "Someday I'll Be Saturday Night" (Live)
4. "It’s My Life" (Live)